# Pasqua con l'orso Yogi
Pasqua con l'orso Yogi (Yogi the Easter Bear) è uno special televisivo d'animazione prodotto nel 1994 da Hanna-Barbera. 
Questo doppiaggio, insieme a Scooby-Doo e i misteri d'oriente, era uno degli ultimi di Don Messick, il quale ha subito un ictus debilitante nel 1996 e morì nel 1997. È stata l'ultima volta che doppia il Ranger Smith.

## Trama
Per la celebrazione annuale della Pasqua, è atteso a Jellystone il Commissario Superiore, che si recherà al parco con due suoi nipoti. Il ranger Smith ha preparato tutto affinché l'evento si svolga nel migliore dei modi e tutti i bambini presenti si divertano, in particolare questi ultimi: ha procurato un travestimento da coniglietto pasquale, e ordinato un camion carico di dolci e uova di Pasqua. È però preoccupato e nervoso e dà a tutti i ranger istruzioni ben precise per l'evento: nessuno deve avvicinarsi al camion dei dolci, in particolare l'Orso Yoghi, ben noto per la sua golosità. Lascia quindi, a guardia, il ranger Mortimer, il quale è però ipovedente. Yoghi sopraggiunge e, accorgendosi della scarsa vista del ranger, lo inganna fingendosi dapprima il ranger Smith e poi travestendosi da coniglietto pasquale, sottraendo il travestimento dall'ufficio di quest'ultimo.
Il ranger Mortimer si allontana, fidandosi, e Yoghi divora tutto il carico di dolciumi. Il ranger Smith è furioso e si appresta a spedirlo presso un circo in Siberia, ma Bubu gli fa una proposta che lo incuriosisce, per quanto assurda: cercherà insieme a Yoghi il Grande Grizzly, per chiedergli dove trovare il coniglietto pasquale. Il ranger accetta, seppure dubbioso della sua esistenza. Lo raggiungono quindi, e questi indica loro una formazione geologica, dall'aspetto di due orecchie di coniglio. I due scalano la montagna, per scoprire che il coniglietto è stato rapito. Ha lasciato però, una traccia fatta di caramelle, che seguono, fino ad arrivare al luogo dove è tenuto legato, sospeso su una vasca piena di plastica fusa.
Paulie e il suo complice Ernest, hanno intenzione di sostituire tutte le uova di Pasqua del mondo, con altrettante di plastica. Hanno rapito il coniglietto per farsi dire dove tiene le sue. Yoghi e Bubu si travestono da ispettori della salute, lo liberano e fuggono, ma, riconosciuti dai due, vengono inseguiti. La fornitrice di uova di Pasqua del coniglietto è la magica gallina pasquale e si recano quindi da lei. Il cane da guardia del pollaio rifiuta di fare avvicinare chiunque alla stessa, eccetto il coniglietto pasquale. I due riescono ad entrare catapultandosi dall'alto sul tetto e la portano via. Nel frattempo Ernest, il quale indossa un vestito da coniglietto, recatosi là anche lui, entra ingannando il guardiano, ma arriva tardi. A Jellystone nel mentre, il ranger Smith intrattiene i suoi ospiti come meglio può con numeri da circo ed acrobazie, senza purtroppo riuscire a divertirli, quando, all'improvviso, Yoghi, Bubu e i loro due compagni piombano giù dall'alto, fra l'esaltazione generale dei bambini. Il coniglio offre a tutti le uova di Pasqua della gallina pasquale, e la festa è ormai riuscita: il Commissario è soddisfatto, e si congratula col ranger Smith.

## Versione su DVD
L'8 febbraio 2005, la Warner Home Video ha fatto uscire la versione su DVD del film. La versione italiana è uscita a marzo del 2005.
| Titolo del DVD             | Data di uscita – versione originale | Data di uscita – versione italiano |
| -------------------------- | ----------------------------------- | ---------------------------------- |
| '' Una Pasqua con Yoghi '' | Febbraio 2005                       | Marzo 2005                         |

## Doppiaggio
- Greg Burson: Orso Yoghi
- Don Messick: Bu Bu, Ranger Smith
- Charlie Adler: Paulie
- Jeff Doucette: Ernest
- Rob Paulsen: Coniglio Pasquale, Ranger maschile
- Gregg Berger: Clarence
- Jonathan Winters: Ranger Mortimer
- Marsha Clark: Ranger femmina
- Ed Gilbert: Grande Grizzly, cane da guardia